# Soukromé gymnázium Minerva
Soukromé gymnázium Minerva bylo pražské gymnázium, které existovalo od roku 1992 do roku 2008, kdy kvůli dluhům zaniklo.

## Zaměření
Gymnázium se profilovalo jako jazykové. V jednotlivých ročnících studia měli studenti 5 a ve vyšším ročníku 7 hodin angličtiny týdně a 3 a posléze 5 hodin druhého jazyka týdně (francouzština, němčina, ruština, španělština). V posledních dvou letech se pak studenti rozdělovali do jednotlivých větví podle svého zájmu a svého středoškolského směřování. Jednalo se o humanitní, ekonomickou a přírodovědnou větev.
Výuka byla organizována v osmi-, šesti- a čtyřletém studiu.

## Umístění školy
Škola napřed sídlila v Rostovské ulici 1481/2a ve Vršovicích v Praze 10, později přesídlila do Strašnic do ulice Dubečská 900/10. Později, ještě za fungování gymnázia, vznikla v budově školy, která sousedila s budovou Gymnázia Voděradská, Metropolitní univerzita. Metropolitní univerzita sídlí na této adrese dodnes.

## Zánik
V roce 2008 uvalil soud na gymnázium exekuci za mnohamilionové dluhy vůči České správě sociálního zabezpečení a Všeobecné zdravotní pojišťovně. Podle zřizovatele školy prý došlo k pochybení na konci 90. let 20. století, kdy odpovědní zaměstnanci školy neplatili pojištění za zaměstnance.